# Franz Kerschbaumer
Franz Kerschbaumer (* 1947) ist ein österreichischer Jazzforscher. Seit 1992 leitet er das Institut für Jazzforschung der Universität für Musik und darstellende Kunst Graz.

## Leben
Kerschbaumer studierte von 1964 bis 1972 an der Musikhochschule in Graz Trompete (sowohl im Bereich der europäischen Konzertmusik als auch im Jazz) und Kontrabass. 1977 promovierte er an der Universität Graz im Hauptfach Musikwissenschaft über den Personalstil von Miles Davis; dabei handelte es sich um die erste monographische Promotionsschrift über Jazz weltweit. Am Institut für Jazzforschung war er bereits seit 1970 als Lehrbeauftragter tätig. Zwischen 1977 und 1988 war er dort Assistent. 1988 erfolgte seine Berufung als ordentlicher Professor für Popularmusik und jazzidiomatische musikalische Praxis an der gleichen Hochschule; seit 1989 lehrt er auch Jazz am Institut für Musikwissenschaften der Universität Wien.
Seine Forschungs- und Publikationsschwerpunkte behandeln neben der Improvisationsanalyse die Geschichte des Jazz und der Popularmusik und die Zusammenhänge zwischen diesen. Seit 1976 ist er Mitherausgeber der beiden Publikationsreihen Jazzforschung / Jazz Research und Beiträge zur Jazzforschung / Studies in Jazz Research. Seit 1992 ist er der Präsident der Internationalen Gesellschaft für Jazzforschung. Zu seinem 60. Geburtstag gaben Franz Krieger und Bernd Hoffmann eine Festschrift heraus.
Als Musiker spielt Kerschbaumer in verschiedenen Grazer Bands (wie dem Miles Davis Project und der City Hall Jazz Band, mit der er auch ein Album als Bassist einspielte).

## Schriften
- Die Bedeutung der Fidel, der Violine und Small String Bands für die Entstehung des Jazz, in: G. Grupe (Hrsg.) ... a deeper understanding of all music. Wolfgang Suppan zum 75. Geburtstag. Aachen 2010
- Impressionistische Strukturen im Jazz, in: U.J Blomann & H.-J. Heßler (Hrsg.), Rastlose Brückenbauerin: Festschrift zum 80. Geburtstag von Ilse Storb, Duisburg 2009.
- Tonale Absorptionen in der Entwicklung des Jazz: Von der britischen Folk Music bis Arnold Schönberg, in: Jazzforschung / Jazz Research, Vol. 38 (2006)
- Keltische Wurzeln in der amerikanischen Popularmusik, in: Musikethnologische Sammelbände, Vol. 20 (2005)
- Der Einfluss des Free Jazz auf die Musik von Miles Davis, in: Jazzforschung / Jazz Research, Vol. 34 (2002)
- Zur Entstehung des Swing-Begleitrhythmus’ in der Folkmusic, in der modernen Popularmusik und im Jazz, in: Jazzforschung / Jazz Research, Vol. (2001)
- Bluesstrukturen und der Stellenwert des Blues in der Musik von Miles Davis, in: Musik und Kultur Bildung Politik, Vol. 3 (= Festschrift für Hermann Rauhe zum 70. Geburtstag), Hamburg 2000
- The Roots and the Development of Fusion in the Music of Miles Davis, in: Jazzforschung / Jazz Research, Vol. 28 (1996)
- Improvisation modale dans la musique de Miles Davis, in: Musurgia: Analyse et Pratique Musicales, Vol. 2(2) (1995)
- Booker Little: Seine Improvisations- und Kompositionstechnik, in: Jazzforschung / Jazz Research, Vol. 14 (1982)
- Miles Davis: Stilkritische Untersuchungen zur musikalischen Entwicklung seines Personalstils, Graz 1978